# Theresienstadt-Konvolut

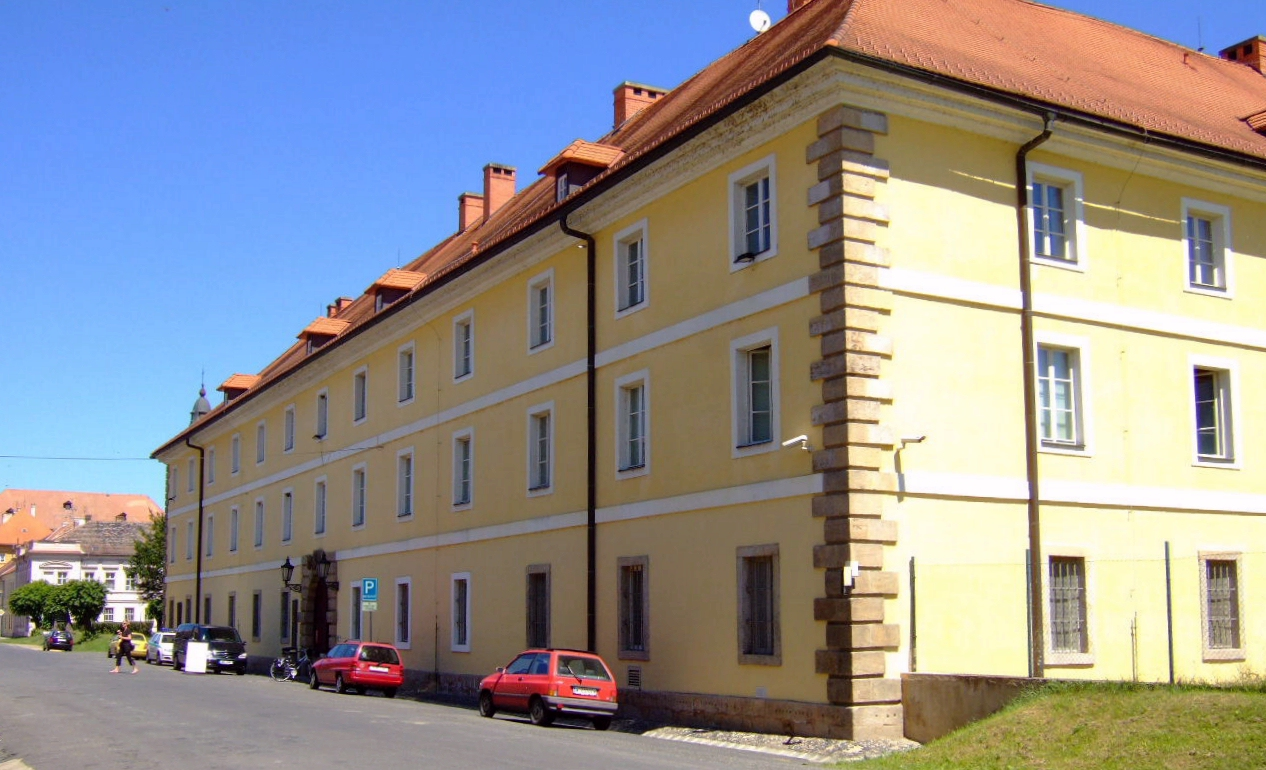
Die „Magdeburger-Kaserne“ war Sitz des Judenrats im Ghetto

Das Theresienstadt-Konvolut ist ein zeitgeschichtliches Dokument der jüdischen Selbstverwaltung im Ghetto Theresienstadt. Es enthält zwei Alben mit Biographien und teilweise Fotos, 64 Aquarelle und Zeichnungen aus dem Ghetto Theresienstadt, eine von der Lagerleitung so genannte Prominentenliste-A und eine im Untergrund erstellte, vom Judenrat mit beeinflusste Prominentenliste-B, sowie den Rechenschaftsbericht der Zentralbücherei des Ghettos. Die aus Hamburg stammende Hilfskraft der Ghettozentralbücherei, Käthe Starke-Goldschmidt, nahm die heute Theresienstadt-Konvolut genannten Unterlagen nach ihrer Befreiung im Mai 1945 an sich. Das Konvolut wurde von ihrem Sohn Pit Goldschmidt (* 1935) als Leihgabe dem Altonaer Museum in Hamburg zur Verfügung gestellt. Ausgestellt wurde das Konvolut zur Eröffnung des Heine-Hauses als Außenstelle des Altonaer Museums 2002 im Heine-Park an der Elbchaussee.

## Die zwei Prominenten-Listen des Ghettos Theresienstadt
Bei den Alben mit Prominentenbiografien handelt sich um zwei fast identische Mappen in blauem Pappeinband und Schraubheftung. Eine der Mappen enthält maschinengeschriebene Lebensläufe und Fotos von 92 Prominenten, die andere ist unvollständig. Die Mappen umfassen sowohl die Lebensläufe so genannter „Prominenter der Kategorie A“ als auch der „Kategorie B“. Das Prominenten-Album der Jüdischen Selbstverwaltung wurde am 1. Januar 1944 angelegt und danach weitergeführt. Aufgeführt waren jüdische Persönlichkeiten, darunter Kulturschaffende, hochrangige Militärangehörige, Politiker, Wissenschaftler, Adlige, Bankiers sowie Industrielle und teils auch deren Familienangehörige. Der Prominentenstatus berechtigte in der Regel zu einer bevorzugten Behandlung seitens der Lagerkommandantur, d. h. Wohnrecht in eigenen Prominentenhäusern mit besseren Wohnbedingungen, größere Lebensmittelrationen, keine Arbeitspflicht sowie zunächst Deportationsschutz für die „Prominenten der Kategorie A“.

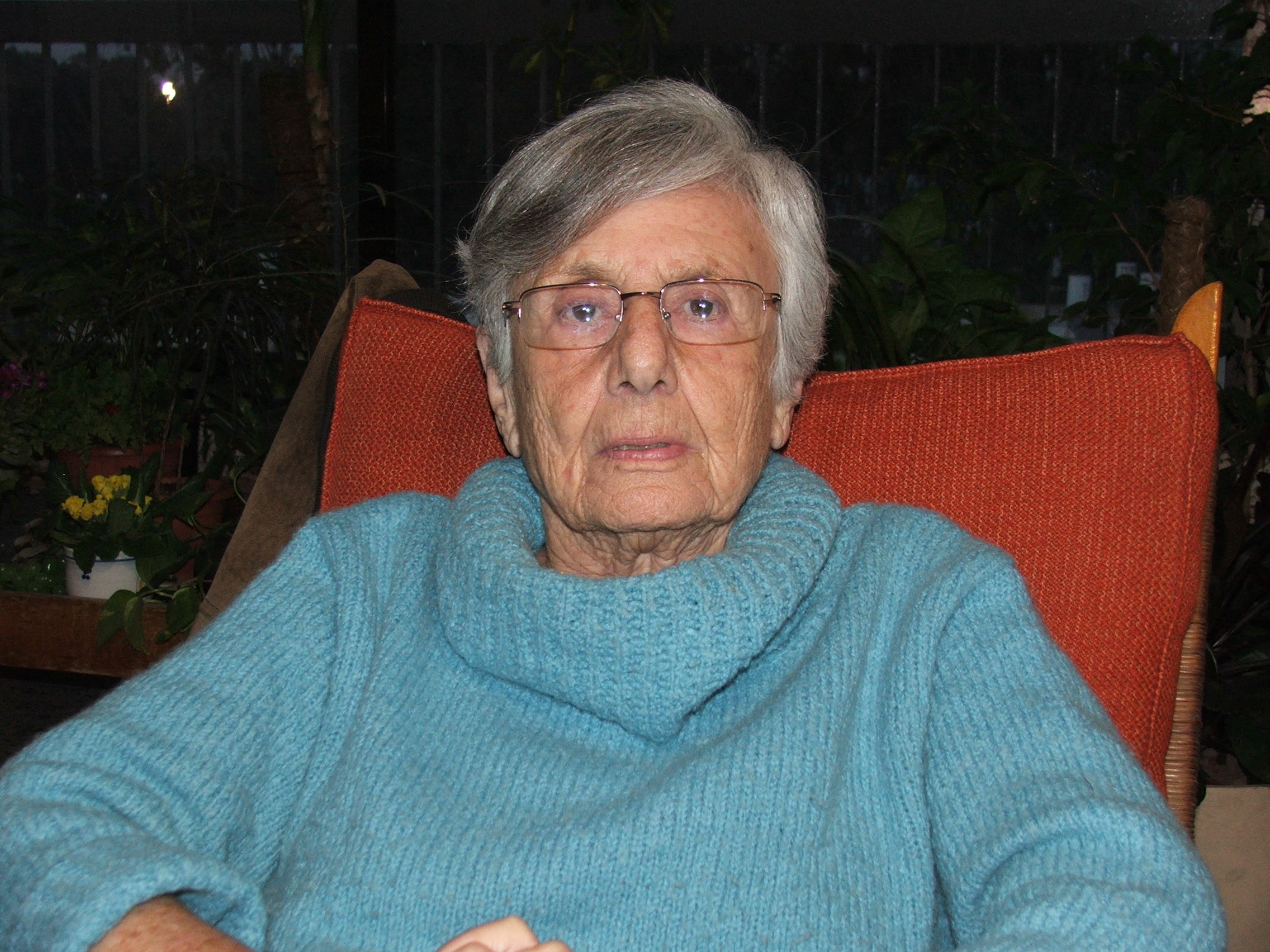
Ruth Bondy (2008)

Die „Prominenten der Kategorie A“ verfügten über diesen Status bereits bei ihrer Deportation nach Theresienstadt, beispielsweise aufgrund ihrer im Ersten Weltkrieg erworbenen Auszeichnungen und Verdienste. Eine Abschrift der Lagerliste A (Liste Raumwirtschaft der Lagerkommandantur vom Herbst 1943) nahm der Däne Ralph Oppenhejm im Zuge seiner Freilassung am 15. April 1945  durch die Rettungsaktion der Weißen Busse mit sich und veröffentlichte diese noch 1945 mit seinem Tagebuch über die Haftzeit in Theresienstadt. Der Judenrat schlug der Lagerkommandantur auch weitere Personen für den Prominentenstatus vor, die bei Bestätigung durch die Lagerkommandantur als B-Prominente geführt wurden. Ruth Bondy, die ebenfalls Theresienstadt überlebte, veröffentlichte später Unterlagen des Judenrates und der SS-Dienststelle, in denen 148 Häftlinge um den Prominentenstatus, ihre Entlassung oder bessere Wohnbedingungen nachsuchten. Die Prominentenlisten der SS-Dienststelle und die des Judenrates sind also nicht deckungsgleich. Viele der in den nachstehenden Listen aufgeführten Prominenten mussten unter Regisseur Kurt Gerron in dem Propagandafilm Theresienstadt. Ein Dokumentarfilm aus dem jüdischen Siedlungsgebiet mitwirken.

## Aquarelle und Zeichnungen

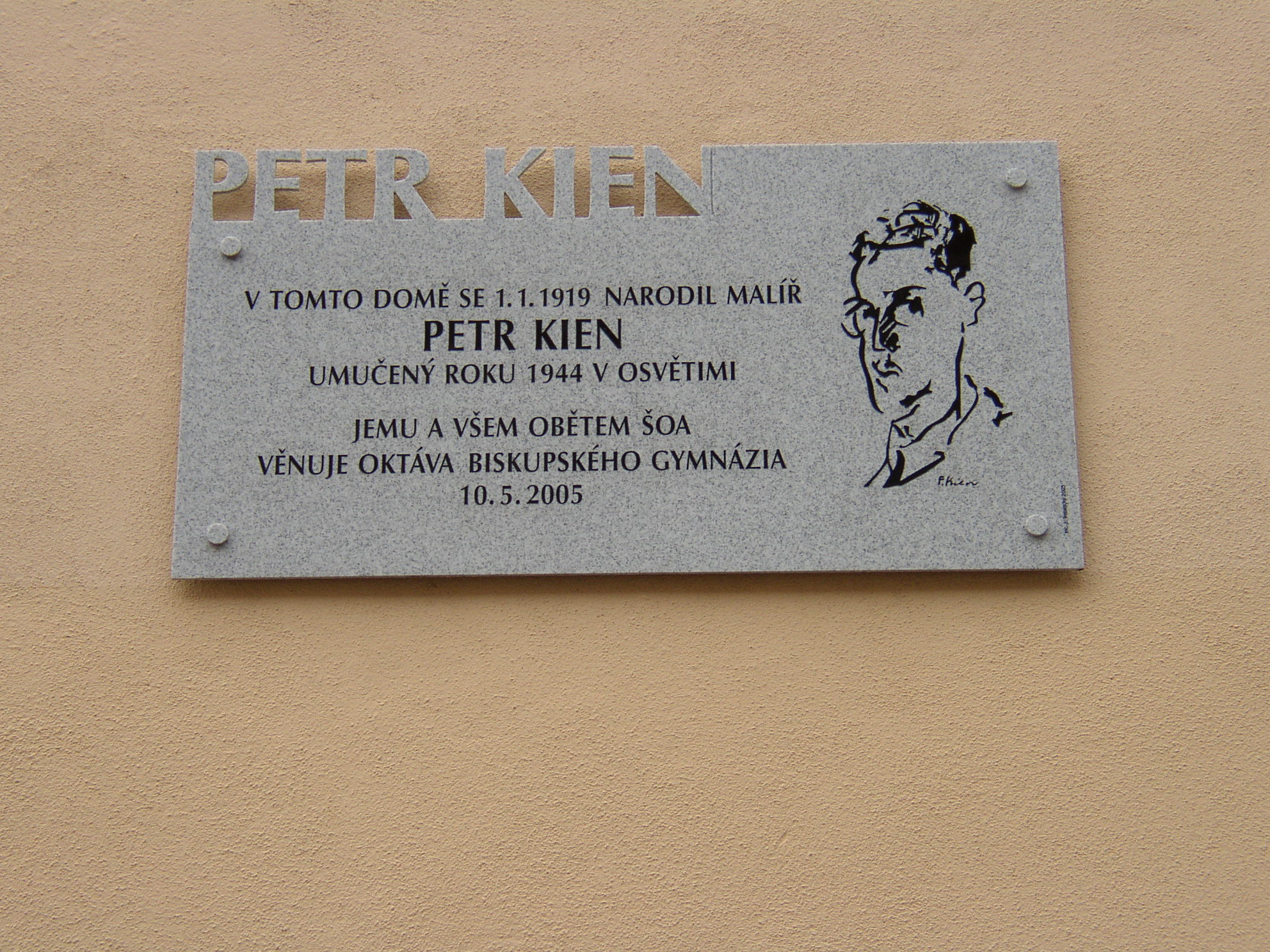
Peter Kien (1919–1944)

Die 64 Aquarelle und Zeichnungen aus dem Ghetto Theresienstadt, die der Häftling und Oberbibliothekar der Ghettobibliothek Hugo Friedmann mit Wissen des Bibliotheksleiters Emil Utitz heimlich gesammelt hatte, übergab er Käthe Starke Ende September 1944 vor seiner Deportation über Auschwitz nach Dachau. Darunter befand sich auch ein Selbstporträt von Julie Wolfthorn mit dem Titel Rekonvaleszentin. Diese Sammlung beinhaltet nur einen kleinen Teil der in Theresienstadt konspirativ entstandenen Zeichnungen und Aquarelle des Lageralltags. Viele der bildenden Künstler im Ghetto waren im Zeichenbüro der Technischen Abteilung im Ghetto eingesetzt. Da einige Bilder in die Schweiz gelangten, wovon die Lagerkommandantur Kenntnis erhielt, wurden mehrere Maler, teilweise samt ihren Familien, nach Auschwitz wegen Greuelpropaganda deportiert. Darunter befanden sich Bedřich (Friedrich) Fritta, Leo Haas, Peter Kien und Otto Ungar; Felix Bloch hingegen wurde direkt in Theresienstadt ermordet. Die Bilder dieser Künstler sind teils im Konvolut enthalten.

## Ghettozentralbibliothek
Die Ghettozentralbücherei wurde im November 1942 nach dem Auftrag des Lagerkommandanten Siegfried Seidl eröffnet und bestand bis zu ihrer Auflösung im Juli 1945. Zunächst umfasste der Bücherbestand etwa 4.000 Bände, der bis zum Kriegsende auf 180.000 Bücher anstieg. Der Bücherbestand umfasste neben Hebraica, Judaica, Belletristik und Klassikern auch philosophische, historische, sprach- und naturwissenschaftliche Literatur. Die Bücher waren aus dem Bestand der jüdischen Kultusgemeinden und im Protektorat Böhmen und Mähren, tschechisch-jüdischen sowie deutsch-jüdischen Bibliotheken sowie aus jüdischem Privatbesitz konfisziert worden. Dreiviertel der Bücher stammten aus der Tschechoslowakei und der Rest aus dem Deutschen Reich. Leiter der Bibliothek war durchgehend Emil Utitz. Einzelentleihungen konnten nur auf Sonderantrag vorgenommen werden, so beispielsweise bei Nachweis besonderer wissenschaftlicher Interessen. Hauptsächlich erfolgten die Entleihungen über eine Wanderbibliothek, indem Bücher kistenweise über die so genannten Hausältesten häuserweise abgegeben wurden. Neben der Zentralbücherei bestanden im Ghetto auch weitere Bibliotheken. Die Zentralbücherei musste im Zuge der 1943/1944 durchgeführten Verschönerungsaktionen anlässlich des Besuchs des Internationalen Komitees vom Roten Kreuz innerhalb des Ghettos umziehen. Im Herbst 1944 wurde der Großteil des Bibliothekspersonals nach Auschwitz deportiert. Nach der Befreiung Theresienstadts am 8. Mai 1945 durch die Rote Armee wurde die Zentralbücherei aufgelöst und ihre Bestände zum Großteil in das Jüdische Museum in Prag und etwa 40.000 Bände in die Jerusalemer Nationalbibliothek überführt. Neben dem Rechenschaftsbericht der Ghettozentralbücherei besteht auch noch ein eindrucksvoller Bericht des Oberbibliothekars Friedmann mit dem Titel Ein Gang durch die Ghetto-Zentralbücherei in Theresienstadt.

## Liste der 92 Prominenten im Theresienstadt-Konvolut
| Name                            | Lebensdaten    | Ankunft            | Liste A / B | Anmerkungen z. B. Familie, Beruf, Titel, Auszeichnungen, Tätigkeit in Theresienstadt | Transport- nummer |
| ------------------------------- | -------------- | ------------------ | ----------- | --- | ----------------- |
| Achenbach, Paula von            | 1869–          | 11. August 1944    | B           | Geborene Pringsheim. Witwe des Landrates Heinrich von Achenbach. |                   |
| Außenberg, Kurt                 | 1910–          | 2. Dezember 1941   | B           | Baute als Architekt mit Erfahrungen im Siedlungsbau das Lager mit auf. |                   |
| Baeck, Leo                      | 1873–1956      | 1943               | A           | Präsident der Reichsvertretung der Deutschen Juden, nach der Entlassung im Mai 1945 als Präsident der World Union for Progressive Judaism in London. | 10764/1 – 87      |
| Beck, Henriette                 | 1869–1945      | April 1943         | A           | Opernsängerin und Witwe des Theaterdirektors Hofrat Otto Beck. | II/27 – 1207      |
| Bernstein, Elsa                 | 1866–1949      | 26. Juni 1942      | A           | Tochter des Dirigenten Heinrich Porges, Witwe des Rechtsanwaltes und Geheimrats Max Bernstein. Schriftstellerisch war Elsa Bernstein unter dem Pseudonym „Ernst Rosmer“ tätig. | 500–II/10         |
| Biedermann, Samuel              | 1907–1978      | 20. Januar 1944    | B           | Unternehmer aus Amsterdam. |                   |
| Bleichröder, Ellie von          | 1894–1989      | 27. Juli 1942      | A           | Geschiedene Herschel. Enkelin des Bankiers Gerson von Bleichröder. | 1/31 – 2364       |
| Bololanik, Rosa                 | 1884–          | 3. September 1943  | A           | Witwe eines Wiener Droschkenkutschers. Der Sohn fiel als Soldat der deutschen Wehrmacht am 18. September 1939 in Polen. Mutter (?) von Karoline Bololanik, siehe nachfolgende Liste. | IV/14 – 932       |
| Boschan, Julius                 | 1896–1944      | 29. Januar 1943    | B           | Bankbeamter aus Wien und dekorierter Weltkriegsteilnehmer. Arbeitete in der Finanzverwaltung des Lagers. Wurde am 28. Oktober 1944 nach Auschwitz deportiert. |                   |
| Busse, Paula                    | 1876–1960      | 11. Januar 1944    | B           | Aus Hamburg stammende Witwe des im Ersten Weltkrieg mit dem EK II ausgezeichneten Literaturhistorikers Carl Hermann Busse. |                   |
| Cohn, Alexander                 | 1876–1951      | 28. Januar 1943    | A           | Dr. jur., Kammergerichtsrat und dekorierter Frontkämpfer. Autor juristischer Werke, Mitarbeiter einer Kommentierung des Handelsgesetzbuches gemeinsam mit Albert Mosse. Seine Ehefrau Else Cohn nur auf Liste-A. | 10723 – I/87      |
| Dalpas, Irma                    | 1892–          | 21. März 1944      | B           | Witwe eines Bauunternehmers und Lokalpolitikers in Karwin. 1945 befreit. |                   |
| Dauber, Lucian                  | 1881–          | 28. August 1942    | A           | Hof- und Gerichtsadvokat in Wien. Seine Ehefrau Jetti Dauber nur auf Liste-A, siehe folgende Tabelle. | 52–IV/8           |
| Dessauer, Heinrich              | 1883–1944      | 29. Januar 1943    | B           | Dr. jur., Dolmetscher, Leiter des Rechtsbüros der Jüdischen Kultusgemeinde in Wien. Am 12. Oktober 1944 nach Auschwitz deportiert. |                   |
| Eidlitz, Friedericke            | 1872–1944      | 21. Juni 1942      | A           | Witwe eines Kaufmanns in Wien. Ihr Sohn Walther Eidlitz wurde als Student in Indien von den Engländern interniert. | 808 – IV/1        |
| Feury, Ida von                  | 1877–1957      | 4. Juni 1942       | A           | Die geborene Baronin von Hirsch wurde für ihren Lazaretteinsatz auf dem familieneigenen Schloss Planegg im Ersten Weltkrieg ausgezeichnet. Witwe eines adligen Frontkämpfers. Der gemeinsame Sohn Otto Freiherr von Feury wurde in der Nachkriegszeit ein bekannter CSU-Politiker und Agrarlobbyist. Sie war die Schwester von Karl und Rudolf von Hirsch | 43 – II/1         |
| Fiedler, Marie                  | 1870–          | 10. Januar 1944    | B           | Witwe eines österreichischen Frontkämpfers. |                   |
| Flatow, Felix Gustav            | 1875–1945      | 26. Februar 1944   | B           | Geboren in Westpreußen und zuletzt tätig als Textilkaufmann in den Niederlanden. Er vertrat das Deutsche Reich bei den ersten und bei den zweiten Olympischen Spielen im Geräteturnen und wurde 1896 mit der Mannschaft Olympiasieger am Barren und am Reck. |                   |
| Frankau, Margit                 | 1889–1944      | 6. Januar 1943     | A           | Diakonissin aus Graz. Feldschwester des Ersten Weltkrieges mit Kriegsauszeichnungen. | 55 – IV/14        |
| Friediger, Max                  | 1884–1947      | 29. Januar 1943    | B           | Königlich dänischer Oberrabbiner in Kopenhagen. Am 15. April 1945 mit einem Konvoi durch Deutschland im Rahmen der Rettungsaktion der Weißen Busse nach Schweden evakuiert. |                   |
| Friedländer, Johann             | 1882–1945      | 3. September 1943  | A           | Feldmarschallleutnant des österreichischen Bundesheeres. Wurde am 16. Oktober 1944 nach dem Tod seiner Frau Leona (siehe nachstehende Liste) nach Birkenau zum Arbeitseinsatz deportiert und 1945 auf dem Marsch von Auschwitz nach Pless von den Wachmannschaften erschossen. | 936–IV/14         |
| Friedmann, Richard              | 1906–1944      | 28. Januar 1942    | B           | Mitarbeiter der Jüdischen Kultusgemeinde Prag. Im Mai 1944 nach Birkenau deportiert und dort am 22. Mai 1944 bei einem von der SS angetäuschten Fluchtversuch erschossen. |                   |
| Fuhrmann, August                | 1865–1945      | Januar 1944        | B           | Verwitweter Lehrer aus der Bukowina stammend. Gründer mehrerer Gesangs- und Turnvereine. |                   |
| Gans, Heinrich                  | 1874–1947      | 25. September 1942 | A           | Dr. jur., Polizeirat in Wien bis 1936. Verheiratet mit Olga Gans (nur auf Liste-A). | 634–IV/141        |
| Gerriets, Elsa                  | 1886–          | 24. Juli 1942      | A           | Witwe eines Frontkämpfers. | 466/VIII – 1      |
| Gorter, Eugenie                 | 1874–1953      | 23. Juli 1942      | A           | Krankenschwester mit Fronteinsatz im Ersten Weltkrieg. | 872–II/18         |
| Grabower, Rolf                  | 1883–1963      | 19. Juni 1942      | A           | Zunächst am Reichsfinanzministerium tätig und dann Richter am Reichsfinanzhof. Nach 1945 war er Honorarprofessor an der Universität Erlangen und Dozent an der Bundesfinanzakademie. | 341–II/7          |
| Gradnauer, Georg                | 1866–1946      | 21. Januar 1944    | B           | Redakteur des Vorwärts. Reichstagsabgeordneter im Kaiserreich und in Weimar, kurzzeitig Reichsinnenminister |                   |
| Grassmann, Gertrud              | 1899–          | 11. Januar 1944    | B           | Geschieden. Früherer Ehemann war Frontkämpfer im Ersten Weltkrieg und im Zweiten Weltkrieg Offizier der Luftwaffe. |                   |
| Grienwaldt, Elisabeth           | 1878–          | 15. Mai 1944       | B           | Witwe des Kunstphotographen August Grienwaldt. |                   |
| Gruyters, Sofie                 | 1886–          | 26. Juli 1942      | A           | Witwe des Keksfabrik-Besitzers Karl Gruyters in Krefeld. Das Unternehmen besteht heute noch in der Innenstadt | 476 VII/2         |
| Henschel, Moritz                | 1879–1947      | 17. Juni 1943      | B           | Rechtsanwalt und Notar, Frontkämpfer. Letzter Vorsitzender der Reichsvereinigung der Juden in Deutschland. Leitete das Postamt und später die Freizeitabteilung des Ghettos. |                   |
| Heymann, Ernst                  | 1892–          | 2. August 1944     | B           | Dekorierter Fliegeroffizier des Ersten Weltkrieges. Verheiratet mit einer Tochter des Generals August von Cramon |                   |
| Hirsch, Karl von                | 1871–1944      | 4. Juni 1942       | A           | Freiherr, Dr. phil., Brauereidirektor aus Bayern. Bruder von Rudolf von Hirsch. | 42–II/I           |
| Hirsch, Rudolf von              | 1875–1975      | 4. Juni 1942       | B           | Freiherr, Dr. phil., Gutsbesitzer auf Schloss Planegg. Bruder von Karl von Hirsch. |                   |
| Hirschbruch, Elise              | 1885–          | 20. November 1942  | B           | Ehefrau des Wissenschaftlers Albert Hirschbruch in Metz. |                   |
| Hostovsky, Hermann Ferdinand    | 1877–1944      | 1. April 1943      | A           | Oberst des österreichischen Bundesheeres und Frontkämpfer. Ehemann von Klara Hostovsky, siehe Folgeliste. | 414 – IV/14f      |
| Jacobson, Jacob                 | 1888–1968      | 19. Mai 1943       | A           | Dr. phil., Historiker und Frontkämpfer. Leiter des Gesamtarchivs der Juden in Deutschland. Nach der Befreiung 1945 Mitarbeiter des Leo Baeck Instituts in London. | 12663–I/94        |
| Kessler, Johanna Elisabeth von  | 1874–          | 8. September 1944  | B           | Witwe eines aktiven deutschen Offiziers. |                   |
| Klang, Heinrich                 | 1875–1954      | 25. September 1942 | A           | Österreichischer Rechtswissenschaftler und Richter, in Theresienstadt Vorsitzender Richter des Ghettogerichts. | 606–IV/11         |
| Klein, Emil                     | 1873–1950      | 23. Juli 1942      | A           | Österreichischer KuK-Botschaftsarzt in Berlin. Hochschullehrer an der Universität Jena. Seine Ehefrau Antonie Klein auf der nachstehenden Liste. | 2451–I/32         |
| Lederer, Eduard                 | 1859–1944      | 6. Juli 1942       | A           | Jurist und Ministerialrat, Referent im Ministerium für Volksaufklärung. Verfasser zahlreicher Schriften zu religiösen Themen von Christen- und Judentum. | Aan 648           |
| Ledwoch, Martha                 | 1884–          | 15. Oktober 1943   | A           | Witwe eines Polizeikommissars und späteren Gastwirts in Strausberg. 1945 befreit. | 13933–I/102       |
| Levin, Ursula                   | 1912–nach 1944 | 10. März 1944      | B           | Sekretärin an der türkischen Botschaft in Berlin. |                   |
| Levit, Johann                   | 1884–1944      | 20. Juni 1942      | B           | Chirurg und außerordentlicher Professor an der Prager Universitätsklinik. |                   |
| Loewenstein, Karl auch: Loesten | 1887–1976      | 17. Mai 1942       | A           | Deutscher Seeoffizier des Ersten Weltkrieges im Umfeld des Kronprinzen. Bankier in Berlin. Gehörte der Bekennenden Kirche an und wurde dieserhalb im November 1941 von der Gestapo in das Ghetto Minsk deportiert. Im Mai 1942 auf Intervention von Generalkommissar Wilhelm Kube über Wien nach Theresienstadt. Dort nach anfänglicher Inhaftierung ab September 1942 Sicherheitschef des Ghettos und damit zweithöchster Mann in der Selbstverwaltung des Ghettos. Überlebte den Holocaust entgegen dem anderslautenden Vermerk in der Yad-Vashem-Datenbank. | EZ 50             |
| Loewy, Maximilian               | 1875–1948      | 7. Mai 1942        | B           | Professor für Neurologie und Psychiatrie tätig in Marienbad, Prag und Kairo. |                   |
| Meissner, Alfred                | 1871–1950      | 1942               | A           | Tschechischer Politiker und Justizminister, verfasste zahlreiche Publikationen. Seine Ehefrau Rosa Meissner auf der folgenden Liste. | V 280             |
| Meyer, Léon                     | 1868–1948      | 12. Juli 1944      | B           | Französischer Handelsminister und Bürgermeister von Le Havre. Seine Familie wurde nicht prominent gelistet. |                   |
| Meyer, Owe                      | 1885–          | 6. Oktober 1943    | B           | Dänischer Unternehmer, unter anderem Direktor von Bing & Grøndahl. |                   |
| Meyerhoff, Marianne             | 1912–1944      | 1. Juli 1943       | A           | Ehemalige Chemiestudentin. Am 28. Oktober 1944 in das Todeslager Auschwitz deportiert. | 13766–I/99        |
| Moresco, Emanuel                | 1869–1945      | 6. September 1944  | B           | Niederländischer Diplomat und Gesandter beim Völkerbund. Er starb nach der Befreiung am 24. Juni 1945 in Eindhoven. |                   |
| Moser, Eugenie                  | 1869–          | 11. September 1942 | A           | Leitete eine Korbfabrik in Wien. Witwe des Entdeckers des Scharlachserums Paul Moser. | 388–IV/10         |
| Mosse, Martha                   | 1884–1977      | 17. Juni 1943      | A           | Erste deutsche Polizeirätin im Dienst des Berliner Polizeipräsidiums. Sie war die älteste Tochter von Albert Mosse. | 328–IV/10         |
| Murmelstein, Benjamin           | 1905–1989      | 30. Januar 1943    | B           | Rabbiner. Als Nachfolger des erschossenen Eppstein Judenältester bis zum 5. Mai 1945. |                   |
| Neuberger, Leon                 | 1880–1944      | 10. Oktober 1942   | A           | Österreichischer Berufsoffizier und hochdekorierter Frontkämpfer. In Theresienstadt Leiter des Wach- und Ordnungsdienstes. | 1292–IV/13        |
| Neumann, Richard                | 1878–1955      | 5. Januar 1945     | B           | Reichsanwalt bei der Reichsanwaltschaft beim Reichsgericht. |                   |
| Ottenheimer, Paul               | 1873–1951      | 18. Februar 1945   | B           | Hofkapellmeister und Komponist aus Darmstadt. |                   |
| Panofsky, Erich Otto Georg      | 1894–1944      | 19. April 1943     | A           | Bankier in Berlin; kriegsversehrter Frontkämpfer. Am 28. Oktober 1944 nach Auschwitz deportiert. | 12385–I/91        |
| Perlsee, Franz                  | 1909–          | 9. April 1943      | B           | Nach dem Studium Absolvent eines Regiekurses. |                   |
| Philippson, Alfred              | 1864–1953      | 16. Juni 1942      | A           | Geograph und Hochschullehrer. Erlangte den Status aufgrund besonderer Verwendung Sven Hedins bei Hitler. | 544–III/1         |
| Pick, Emil                      | 1865–1945      |                    | A           | Ingenieur und Chemieunternehmer, Ehrenbürger von Tschaslau. | X 493             |
| Pick, Hans                      | 1884–nach 1950 | 20. November 1942  | A           | Dr. phil., Chemiker und Gasexperte. Leiter des Desinfektionswesens im Ghetto. | Cc 194            |
| Ploennies, Maria von            | 1877–          | 8. Dezember 1944   | B           | Geborene Askenasi. Witwe eines „arischen“ China- und Frontkämpfers. |                   |
| Pollak-Parille, Flora           | 1873–          | 2. August 1944     | A           | Witwe aus Amsterdam. Einflussreicher Sohn beim Judenrat |                   |
| Prager, Stephan Friedrich       | 1875–1969      | 23. Juli 1942      | A           | Dr. phil., Architekt, Landesbaurat, deutscher Offizier im Ersten Weltkrieg | 679–VII/1         |
| Praska, Ida                     | 1899–          | 15. September 1943 | B           | Witwe eines „arischen“ Direktors der Hermann Göring Werke in Linz |                   |
| Presinger, Paula                | 1884–          | 11. Januar 1944    | B           | Witwe eines „arischen“ Rechtsanwaltes |                   |
| Rauchenberg, Stefanie           | 1901–          | 25. April 1944     | B           | ehemalige deutsche Agentin |                   |
| Salinger, Julie                 | 1873–1947      | 17. Juni 1942      | A           | Opern- und Kammersängerin aus Hamburg, Auszeichnungen wegen Kriegshilfsdienst | 1896–1/26         |
| Schlitz, Else von               | 1882–1968      | 7. April 1944      | B           | Witwe des Rittergutsbesitzers und Rittmeisters Rudolf von Schlitz |                   |
| Schneidhuber, Ida Franziska     | 1892–1978      | 30. Juli 1942      | A           | Witwe des ehemaligen nationalsozialistischen Politikers, SA-Führers und Polizeipräsidenten von München August Schneidhuber | II/20–968         |
| Schultz, Clara                  | 1862–          | 5. Oktober 1943    | B           | Witwe eines mehrfach ausgezeichneten dänischen Flottenkommandeurs |                   |
| Schwarz, Aaron                  | 1897–          | 7. April 1944      | B           | niederländischer Fabrikdirektor und Chemiker |                   |
| Seyssel d’Aix, Gräfin Gertrud   | 1877–1965      | 4. August 1942     | A           | Witwe eines deutschen Offiziers des Ersten Weltkrieges | 1058–II/22        |
| Skutsch, Felix                  | 1861–1951      | 18. März 1942      | A           | Dr. med., Universitätsprofessor und Gynäkologe | 11552–I/90        |
| Sölver-Schou, Ebba              | 1886–          | 14. Oktober 1943   | B           | Witwe des Generalsekretärs des Zentralverbandes des dänischen Handwerks |                   |
| Sommer, Emil Samuel             | 1869–1947      | 12. September 1942 | A           | mehrfach ausgezeichneter österreichischer Offizier | 690–IV/10         |
| Stahn, Alice                    | 1884–          | 10. Januar 1944    | B           | Witwe eines deutschen Offiziers des Ersten Weltkrieges |                   |
| Stargardt, Otto                 | 1874–1967      | 2. Juli 1942       | A           | Dr. jur., Senatsmitglied des Reichsversorgungsgerichtes, Mitglied der evangelischen Provinzialsynode | 798–I/14          |
| Stein, Artur                    | 1871–1950      | 6. Juli 1942       | B           | Dr., österreichisch-tschechischer Althistoriker und Universitätsprofessor in Prag |                   |
| Stiassnie, Rudolf               | 1885–          | 3. September 1943  | A           | deutscher Kaufmann, dessen beiden Söhne im Zweiten Weltkrieg gefallen sind | 940–IV/14 i       |
| Stoehr, Georg                   | 1871–          | 29. Juli 1942      | A           | Dr. med., Militär- und Regierungsarzt, im Ersten Weltkrieg mehrfach ausgezeichnet | 464–IV/14i        |
| Taussig, Leo                    | 1884–1944      | 24. Dezember 1942  | B           | Dr. med., außerordentlicher Professor für Psychologie und Neurologie, mehrfach ausgezeichneter Offizier im Ersten Weltkrieg |                   |
| Toepfer, Jenny                  | 1875–          | 30. Juni 1943      | A           | „Arischer“ Stiefsohn Teilnehmer während des Zweiten Weltkrieges mit Auszeichnung | 13541–I/97        |
| Utiz, Emil                      | 1883–1956      | 30. Juli 1942      | A           | Dr., deutschsprachiger Philosoph, Psychologe und Kunsttheoretiker sowie Universitätsprofessor | AAv-268           |
| Wadenfels, Gabriele von         | 1869–1961      | Juli 1942          | A           | Witwe eines Offiziers des Ersten Weltkrieges, sie selbst durch Kriegshilfsdienst Erwerb hoher Auszeichnungen | 842–II/17         |
| Weissberger, Otto               | 1864–1944      | 26. Juni 1942      | B           | Präsident des westböhmischen Industriellenverbandes |                   |
| Werner, Richard                 | 1875–1945      | 28. Januar 1942    | B           | Dr. med., österreichisch-tschechischer Universitätsprofessor für Medizin, hohe Auszeichnungen als Militärarzt im Ersten Weltkrieg erworben |                   |
| Winterstein, Paul               | 1876–1945      | 10. Oktober 1942   | B           | österreichischer Offizier, Oberst im Generalstab, hohe Auszeichnungen im Ersten Weltkrieg erworben |                   |
| Wolf, Louis Simon               | 1873–          | 20. Januar 1944    | B           | niederländischer Juwelier, Mitglied der Diamantenbörse in Amsterdam |                   |
| Wolfeus, Praag Salomon          | 1876–          | 6. September 1944  | B           | Stellvertretender Vorsitzender des Niederländischen Roten Kreuzes |                   |

## Prominente der Liste-A (Oppenhejm-Liste), die nicht im Theresienstadt-Konvolut enthalten sind
| Name                  | Lebensdaten | Ankunft           | Liste A | Anmerkungen z. B. Familie, Beruf, Titel, Auszeichnungen, Tätigkeit in Theresienstadt | Transport- nummer |
| --------------------- | ----------- | ----------------- | ------- | --- | ----------------- |
| Bloch, Sigmund        | 1865–1944   | 194?              | A       | Dr. med., praktischer Arzt in Prag. |                   |
| Bololanik, Karoline   | 1918–       | 1943              | A       | Tochter (?) von Rosa Bololanik (?), siehe vorgehende Liste. | IV/14 – 933       |
| Cierer, Alfred        | 1896–1944   | 18. Dezember 1943 | A       | Kaufmann, Berater des griechischen Wirtschaftsministeriums in Athen, Vertrauensmann der päpstlichen Hilfsorganisationen für Griechenland. Inhaftiert mit seiner nachstehenden Familie.                                                                          | EZ 240            |
| Cierer, Elsa          | 1906–       | 18. Dezember 1943 | A       | Ehefrau von Alfred Cierer. | EZ 241            |
| Cierer, Ahni          | 1931–1944   | 18. Dezember 1943 | A       | Tochter von Alfred und Elsa Cierer. | EZ 242            |
| Cierer, Katharine     | 1927–       | 18. Dezember 1943 | A       | Tochter von Alfred und Elsa Cierer. | EZ 243            |
| Cierer, Kurt          | 1925–       | 18. Dezember 1943 | A       | Sohn von Alfred und Elsa Cierer. | EZ 244            |
| Cohn, Else            | 1885–       | 28. Januar 1943   | A       | Ehefrau von Alexander Cohn, siehe vorgehende Liste. | 10723 – I/87      |
| Dauber, Jetti         | 1889–       | 1942 (?)          | A       | Ehefrau von Lucian Dauber, siehe vorgehende Liste. | 433–IV/8          |
| Eppstein, Paul        | 1902–1944   | Ende Januar 1943  | A       | Dr., Soziologe und bekannter Interessenvertreter des deutschen Judentums auf Reichsebene. Er wurde gleich nach seiner Ankunft Vorsitzender des Ältestenrates im Ghetto und am 28. September 1944 in der Kleinen Festung von Theresienstadt erschossen.          |                   |
| Eppstein, Hedwig      | 1903–1944   | 1943              | A       | Dr., Ehefrau von Paul Eppstein, siehe vor. Wurde im Oktober 1944 nach Auschwitz deportiert |                   |
| Friedländer, Leona    | 1872–1944   | 1943              | A       | Ehefrau von Johann Friedländer, siehe vorstehende Liste. Ihr Mann begleitete sie freiwillig in das Ghetto. Sie verstarb im 1944 in Theresienstadt. | 973 – IV/14i      |
| Friedmann, Desider    | 1880–1944   |                   | A       | Präsident der Jüdischen Kultusgemeinde Wien. Er wurde Leiter der Bank des Ghettos und im Oktober 1944 nach Auschwitz deportiert. | 986 – IV/11       |
| Friedmann, Ella       | 1887–       |                   | A       | Ehefrau von Desider Friedmann, siehe vor. | 987–IV/11         |
| Gans, Olga            | 1886–1972   | 1942              | A       | Ehefrau von Heinrich Gans, siehe vorstehende Liste. | 635–IV/11         |
| Grün, Maurice         | 1890–       |                   | A       | Österreichischer Zionist und Leiter des Palästinaamtes in Wien. | IV/14.d/308       |
| Gutmann, Friedrich    | 1886–1944   |                   | A       | Bankier und Sohn des Gründers der Dresdner Bank Eugen Gutmann. Gilt als extravaganter Sonderfall. Weil er sein Vermögen nicht dem Deutschen Reich überschreiben wollte, kam er in die Jüdische Zelle des Gestapo-Gefängnisses der Kleinen Festung, wo er starb. | 296–XIX/1         |
| Gutmann, Louise       | 1892–1944   |                   | A       | Ehefrau von Friedrich Gutmann, siehe vor. Kam nach dem Tod ihres Mannes in das Vernichtungslager Auschwitz | 297–XXIV/1        |
| Hänisch, Victor       | 1865–       |                   | A       | Freiherr zu Reith und auf Fugglau. Hoch dekorierter österreichischer Generalingenieur und Frontkämpfer. | IV – 14/350/351   |
| Hostovsky, Klara      | 1884–1944   | 1. April 1943     | A       | Ehefrau von Hermann Ferdinand Hostovsky, siehe vorherige Liste. | 415 – IV/14f      |
| Kahn, Franz           | 1895–1944   | Januar 1943       | A       | Dr. jur., Funktionär des Jüdischen Weltkongresses. Im Oktober 1944 nach Auschwitz deportiert. | EZ 160            |
| Kahn, Olga            | 1895–       | Januar 1943       | A       | Ehefrau von Franz Kahn, siehe vor. | EZ 179            |
| Klein, Antonie        | 1870–1945   |                   | A       | Ehefrau von Emil Klein | 2452–I/32         |
| Liebeschütz, Jeschiel | 1856–1943   |                   | A       | Dr., Polizeiarzt und mehrfach ausgezeichneter Teilnehmer am Ersten Weltkrieg | 12666 – I/94      |
| Löwenstein, Leo       | 1879–1956   |                   | A       | Dr., Besitzer eines Forschungslabors, Mitglied der APK und mehrfach ausgezeichneter Teilnehmer am Ersten Weltkrieg | 13757 – I/99      |
| Meissner, Rosa        | 1887–       |                   | A       | Ehefrau von Alfred Meissner | V 281             |
| Panofsky, Liselotte   | 1921–       |                   | A       | Tochter von Erich Panofsky | 12387–I/91        |
| Philippson, Dora      | 1896–       |                   | A       | Tochter von Alfred Philippson | 553–III/1         |
| Philippson, Margarete | 1882–       |                   | A       | Ehefrau von Alfred Philippson | 552–III/1         |
| Popiel, Simon         | 1865–1945   |                   | A       | Dr. med., Generalstabsarzt a. D. | 480–IV/10         |
| Skutusch, Helene      | 1875–1944   |                   | A       | Ehefrau von Felix Skutsch | 11551–I/90        |
| Sommer, Anna          | 1887–1970   |                   | A       | Ehefrau von Emil Sommer | 690–IV/10         |
| Stargardt, Edith      | 1880–1967   |                   | A       | Ehefrau von Otto Stargardt | 799–I/14          |
| Utitz, Ottilie        | 1890–       |                   | A       | Ehefrau von Emil Utitz | AAv–267           |
| Wongtschowski, Bianca | 1876–1944   |                   | A       | Gattin des Generalstabsarztes Dr. Adolf Wongtschowski | 8207–I/71         |